# ある子供
『ある子供』（あるこども、L'Enfant）は、2005年のベルギー・フランスのドラマ映画。監督はジャン＝ピエール・ダルデンヌとリュック・ダルデンヌの兄弟、出演はジェレミー・レニエとデボラ・フランソワなど。
第58回カンヌ国際映画祭で最高賞にあたるパルム・ドールを受賞した。ダルデンヌ兄弟にとっては2度目のパルム・ドール受賞となる。また、ヨーロッパ映画賞の作品賞と主演男優賞（ジェレミー・レニエ）の候補、第78回アカデミー賞の外国語映画部門ベルギー代表にも選ばれた。

## ストーリー
20歳のブリュノと18歳のソニアのカップルは、生活保護給付金とブリュノの盗みから得た金で生計を立てていた。二人に子供が出来たとき、ソニアはブリュノに真面目に働くようにと紹介された仕事を教えるも、ブリュノはそれを断ってしまう。
ある時、ブリュノは子供と外で二人っきりになったのをきっかけに子供を養子として売ってしまい、それを聞いたソニアは卒倒してしまう。ブリュノは子供を取り返すもソニアは激しく怒っており、ブリュノを家から追い出してしまう。
その後、ブリュノが再び盗みを働いた際に子分の14歳のスティーブが捕まってしまい、ブリュノが自首して捕まるのであった。

## キャスト
- ジェレミー・レニエ - ブリュノ
- デボラ・フランソワ - ソニア
- ジェレミー・スガール - スティーヴ
- ファブリツィオ・ロンジョーネ（フランス語版） - 若いチンピラ
- オリヴィエ・グルメ - 私服の刑事
- ステファーヌ・ビソ（フランス語版） - 盗品を買う女
- ミレーユ・バイ - ブリュノの母

## 作品解説
この映画のエンドロールでは音楽はもちろん、音声が全く入っていない「無音声」の状態で流れる。これはとても重くシリアスなこの映画における演出のひとつである。

## 公開

### 日本
日本では、恵比寿ガーデンシネマで2005年12月10日より公開・全国でも順次公開された。
- 公開日：2005年12月10日
- DVD発売日：2006年6月23日
- 配給・提供：ビターズ・エンド
- 提供：スタイル・ジャム、博報堂DYメディアパートナーズ
- DVD販売：ハピネット・ピクチャーズ
- 日本語字幕：寺尾次郎